# ایولین فنشاو
ایولین فنشاو (انگلیسی: Evelyn Fanshawe؛ ۲۵ مه ۱۸۹۵ – ۱۴ مارس ۱۹۷۹) فرد نظامی اهل بریتانیا بود. وی همچنین برندهٔ جوایزی همچون شوالیه (عنوان) شده‌است.